# David Costas
David Costas Cordal, más conocido como David Costas (26 de marzo de 1995, Chapela (Redondela), España) es un futbolista español que juega como defensa central en el Real Oviedo de la Primera División de España.

## Trayectoria
Nacido en Chapela (Redondela), Galicia, Costas jugó en el Chapela C. F. hasta infantiles, que fichó por su actual club en el equipo juvenil del Celta de Vigo. El 25 de agosto de 2013, sólo dos meses después de terminar su carrera como juvenil y sin haber aparecido por las reservas, de 18 años de edad, Costas jugó con el equipo titular en La Liga. Debutó en el equipo principal, de entrar como sustituto de Augusto Fernández en el minuto 77 de una victoria de visitante 2-1 contra Real Betis.
En septiembre de 2016 debuta en la UEFA en un partido ante el Standard Lieja.
En enero de 2017, el Celta y Real Oviedo acordaron la cesión al club asturiano del marcador central, quien ha sumado en la primera vuelta de la temporada 2016-17 un partido en Primera División, un encuentro en la Europa League y otro en la Copa del Rey.
En septiembre de 2017, Celta y Barcelona acordaron la cesión del joven central para reforzar el filial azulgrana, llegando a ir convocado con el primer equipo para los partidos de liga contra el Valencia (jornada 13) y contra el Villarreal (jornada 15), debutando con el Barcelona en la vuelta de la eliminatoria de Copa jugada contra el Murcia el 29 de noviembre de 2017.
Tras su cesión en el F. C. Barcelona B, regresó al R. C. Celta de Vigo donde disputó la temporada 2018-19 y la primera mitad de la 2019-20, ya que en el mercado de invierno de esa temporada el Celta de Vigo cedió a David Costas a la U. D. Almería hasta final de temporada, reservándose el club almeriensista una opción de compra.
El 12 de julio de 2021, regresa al Real Oviedo de la Segunda División de España, firmando por 3 temporadas.

## Selección nacional
Ha sido internacional con la selección española en las categorías sub-19 y sub-21.

## Clubes

### Carrera juvenil
| Club                | País   | Periodo   |
| ------------------- | ------ | --------- |
| R. C. Celta de Vigo | España | 2010-2013 |

### Carrera profesional
| Club                         | País   | Año       |
| ---------------------------- | ------ | --------- |
| R. C. Celta de Vigo "B"      | España | 2013-2014 |
| R. C. Celta de Vigo          | España | 2013-2015 |
| R. C. D. Mallorca (cesión)   | España | 2015-2016 |
| R. C. Celta de Vigo          | España | 2016      |
| Real Oviedo (cesión)         | España | 2017      |
| F. C. Barcelona "B" (cesión) | España | 2017-2018 |
| R. C. Celta de Vigo          | España | 2018-2019 |
| U. D. Almería (cesión)       | España | 2020      |
| R. C. Celta de Vigo          | España | 2020-2021 |
| Real Oviedo                  | España | 2021-Act. |

### Estadísticas
Actualizado a 24 de junio de 2024.
| Club                             | Div.          | Temporada     | Liga  | Liga  | Copas nacionales(1) | Copas nacionales(1) | Copas internacionales(2) | Copas internacionales(2) | Total | Total |
| Club                             | Div.          | Temporada     | Part. | Goles | Part.               | Goles               | Part.                    | Goles                    | Part. | Goles |
| -------------------------------- | ------------- | ------------- | ----- | ----- | ------------------- | ------------------- | ------------------------ | ------------------------ | ----- | ----- |
| R. C. Celta de Vigo "B" · España | 2.ª B         | 2013-14       | 6     | 0     | —                   | —                   | —                        | —                        | 6     | 0     |
| R. C. Celta de Vigo "B" · España | Total club    | Total club    | 6     | 0     | 0                   | 0                   | 0                        | 0                        | 6     | 0     |
| R. C. Celta de Vigo · España     | 1.ª           | 2013-14       | 17    | 0     | 1                   | 0                   | —                        | —                        | 18    | 0     |
| R. C. Celta de Vigo · España     | 1.ª           | 2014-15       | 1     | 0     | 2                   | 0                   | —                        | —                        | 3     | 0     |
| R. C. D. Mallorca · España       | 2.ª           | 2015-16       | 23    | 0     | 1                   | 0                   | —                        | —                        | 23    | 0     |
| R. C. D. Mallorca · España       | Total club    | Total club    | 23    | 0     | 1                   | 0                   | 0                        | 0                        | 24    | 0     |
| R. C. Celta de Vigo · España     | 1.ª           | 2016          | 1     | 0     | 1                   | 0                   | 1                        | 0                        | 3     | 0     |
| Real Oviedo · España             | 2.ª           | 2017          | 19    | 3     | 0                   | 0                   | —                        | —                        | 19    | 3     |
| F. C. Barcelona · España         | 1.ª           | 2017          | 0     | 0     | 1                   | 0                   | —                        | —                        | 1     | 0     |
| F. C. Barcelona · España         | Total club    | Total club    | 0     | 0     | 1                   | 0                   | 0                        | 0                        | 1     | 0     |
| F. C. Barcelona "B" · España     | 2.ª           | 2017-18       | 37    | 0     | 1                   | 0                   | —                        | —                        | 37    | 0     |
| F. C. Barcelona "B" · España     | Total club    | Total club    | 37    | 0     | 0                   | 0                   | 0                        | 0                        | 37    | 0     |
| R. C. Celta de Vigo · España     | 1.ª           | 2018-19       | 15    | 0     | 1                   | 0                   | —                        | —                        | 16    | 0     |
| R. C. Celta de Vigo · España     | 1.ª           | 2019-20       | 6     | 0     | 2                   | 0                   | —                        | —                        | 8     | 0     |
| U. D. Almería · España           | 2.ª           | 2020          | 17    | 0     | 0                   | 0                   | —                        | —                        | 17    | 0     |
| U. D. Almería · España           | Total club    | Total club    | 17    | 0     | 0                   | 0                   | 0                        | 0                        | 17    | 0     |
| R. C. Celta de Vigo · España     | 1.ª           | 2020-21       | 0     | 0     | 0                   | 0                   | —                        | —                        | 0     | 0     |
| R. C. Celta de Vigo · España     | Total club    | Total club    | 40    | 0     | 7                   | 0                   | 1                        | 0                        | 48    | 0     |
| Real Oviedo · España             | 2.ª           | 2021-22       | 40    | 1     | 0                   | 0                   | —                        | —                        | 40    | 1     |
| Real Oviedo · España             | 2.ª           | 2022-23       | 22    | 1     | 0                   | 0                   | —                        | —                        | 22    | 1     |
| Real Oviedo · España             | 2.ª           | 2023-24       | 19    | 0     | 1                   | 0                   | —                        | —                        | 0     | 0     |
| Real Oviedo · España             | Total club    | Total club    | 100   | 5     | 1                   | 0                   | 0                        | 0                        | 101   | 5     |
| Total carrera                    | Total carrera | Total carrera | 223   | 5     | 10                  | 0                   | 1                        | 0                        | 234   | 5     |

(Incluye partidos de 1.ª, 2.ª, 2.ªB, Copa del Rey, Europa League y Promoción de ascenso a 2.ªB)

## Palmarés
| Título       | Club          | País   | Año  |
| ------------ | ------------- | ------ | ---- |
| Copa del Rey | F.C.Barcelona | España | 2018 |